# ملعب لاوس الوطني الجديد
ملعب لاوس الوطني الجديد هو ملعب متعدد الاستخدام يقع في فيينتيان عاصمة لاوس. وهو ملعب جديد افتتح عام 2009 تحضيرا لاستضافة مدينة فيينتيان لدورة ألعاب جنوب شرق آسيا في نفس العام. وقد استضاف معظم ألعاب النسخة. يعد ملعب لاوس الوطني الجديد ثاني أكبر ملعب لكرة القدم في لاوس وله سعة تبلغ 18,000 مقعد. يتقاسم الملعب حاليا استضافة مباريات منتخب لاوس لكرة القدم في بطولات عدة أهمها تصفيات بطولة كأس العالم لكرة القدم 2014.

## وصلات خارجية
- معرض صور من استاد لاوس الوطني الجديد